# Гамора (Кинематографическая вселенная Marvel)
Гамо́ра (англ. Gamora) — персонаж медиафраншизы «Кинематографическая вселенная Marvel» (КВМ). Основана на одноимённой героине Marvel Comics. Исполнительница роли — Зои Салдана. Гамора изображена как участница команды «Стражи Галактики». До присоединения к Стражам служила Таносу в качестве кибернетически усовершенствованного воина, но предала его и присоединилась к команде. Была насильственно удочерена Таносом, который уничтожил половину расы её планеты, включая её мать. Вступает в романтические отношения с Питером Квиллом, а в фильме «Мстители: Война бесконечности» (2018) умирает от рук Таноса. Альтернативная версия Гаморы появилась в фильме «Мстители: Финал» (2019) и теперь существует в рамках основной линии времени КВМ.
По состоянию на 2023 год Гамора появилась в пяти фильмах КВМ, а также в мультсериале «Что, если…?», где её озвучивает Синтия Макуильямс.

## Концепция и создание
Гамора была создана Джимом Старлином и дебютировала как персонаж комиксов в «Strange Tales» #180 (1975). Она вернулась в выпуске #181, «Warlock», том 1, #9, 10, 11 и 15 (1975—1976), а также в ежегодниках 1977 года для «The Avengers» и «Marvel Two-in-One». В 1990 году она вернулась в «Silver Surfer», том 3, #46-47. У неё была небольшая роль в серии «The Infinity Gauntlet» #1-6 (1991), и она появлялась в комиксе «Warlock and the Infinity Watch» #1-42 (1992—1995). Она также присутствовала в кроссоверах «Infinity War» (1992) и «Infinity Crusade» (1993). После появления в «Infinity Abyss» #1-6 (2002), «Annihilation: Ronan» #1-4 (2006), «Annihilation» #1-6 (2006), «Annihilation: Conquest» #6 (2008) и «Nova», том 4, #4-12 (2007—2008), Гамора появлялась в «Guardians of the Galaxy», том 2, #1-25 (2008—2010).
Президент Marvel Studios Кевин Файги впервые упомянул «Стражей Галактики» в качестве потенциального фильма на San Diego Comic-Con International в 2010 году, заявив: «Есть также некоторые смутные названия, такие как „Стражи Галактики“. Я думаю, что в последнее время они были забавно переработаны в комиксах». Файги вновь высказал эту мысль в сентябрьском выпуске «Entertainment Weekly» за 2011 год, сказав, что «есть возможность сделать большую космическую эпопею, на которую „Тор“ как бы намекает, в космической стороне» Кинематографической вселенной Marvel. Файги добавил, что если фильм будет снят, то в нём будет ансамбль персонажей, как это было в «Людях Икс» и «Мстителях». На San Diego Comic-Con International 2012 Файги объявил, что фильм находится в активной разработке, и что предполагаемой датой выхода будет 1 августа 2014 года. Он сказал, что титульная команда фильма будет состоять из персонажей Звёздного Лорда, Гаморы, Дракса Разрушителя, Грута и Ракеты.
В начале апреля 2013 года Зои Салдана вступила в переговоры о том, чтобы сняться в роли Гаморы в фильме, и было подтверждено, что она получила роль позже в том же месяце. Аманде Сайфред предложили роль, но она отказалась из-за чрезмерного количества часов грима, необходимого для роли, и её неуверенности в коммерческой жизнеспособности фильма.

## Характеризация

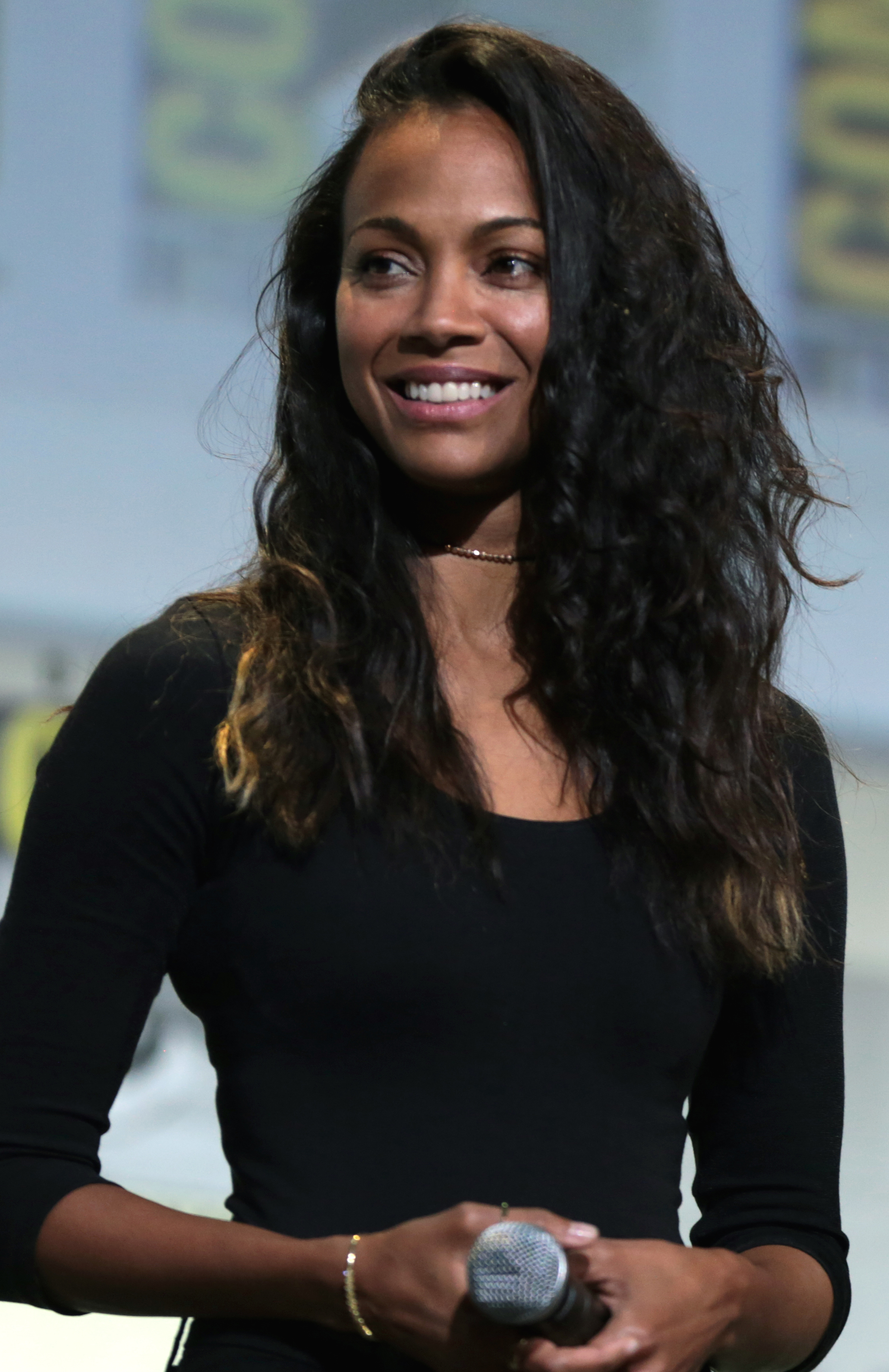
Зои Салдана исполняет роль Гаморы в КВМ

Гамора — сирота из инопланетного мира, которая ищет искупления за свои прошлые преступления. Танос обучил её быть его личным убийцей. Салдана сказала, что стала Гаморой благодаря гриму, а не CGI или захвату движения. По поводу принятия роли, Салдана сказала: «Я была просто восхищена, что Джеймс Ганн пригласил меня присоединиться, а также сыграть кого-то зелёного. Я была синей раньше [в „Аватаре“]». Салдана описала Гамору как «… воин, она убийца, и она очень смертоносна, но то, что спасает её — это то же самое, что может обречь её на гибель. У неё есть чувство справедливости. Она очень праведная личность».
Она появляется как член оригинальных Стражей Галактики, в конечном итоге находя любовь с Квиллом, как это видно в фильмах «Стражи Галактики» и «Стражи Галактики. Часть 2». Салдана описала роль Гаморы в «Части 2» как «голос разума» команды, сказав: «Она окружена всеми этими чуваками, которые полвремени такие глупые», и добавила, что она «Мама» команды, сказав, что она «просто дотошная, подробная, профессиональная личность». Что касается отношений Гаморы с Небулой, Салдана описала их как «изменчивые» и добавила: «Мы начинаем с чего-то очень сумасшедшего, но подходящего, учитывая, где мы закончили в первом выпуске».
В фильме «Мстители: Война бесконечности» Гамора всё ещё находится в отношениях с Квиллом. Её захватывает Танос и доставляет на Вормир, где он убивает её, чтобы получить Камень Души. Ариана Гринблатт изображает молодую Гамору в «Войне бесконечности» во флэшбэке, а также когда она с Таносом в «Мире душ» Камня Души.
Версия персонажа из альтернативной временной линии 2014 года, также в исполнении Салданы, путешествует со своим приёмным отцом Таносом в 2023 год, чтобы сразиться со Мстителями, но позже Небула убеждает её встать на их сторону против Таноса. Эта версия Гаморы не знает Стражей и не имеет романтической истории с Питером Квиллом из-за того, что события «Стражей Галактики» ещё не произошли в её временной линии. Она впервые появилась в фильме «Мстители: Финал» и, как ожидается, вёрнется в фильме «Стражах Галактики. Часть 3».
Другая версия появляется в финале первого сезона мультсериала Disney+ «Что, если…?». Эта версия носит доспехи и меч Таноса из «Мстителей: Финал». Эпизод с участием этого варианта Гаморы планировался к показу в первом сезоне, но был перенесён на второй сезон из-за производственных проблем, связанных с COVID-19.

## Биография персонажа

### Происхождение
В детстве на планету Гаморы вторгся Танос, силы которого убили половину населения. Гамора столкнулась с Таносом, который восхищался её мужеством при этом, и Танос удочерил её как свою дочь. Она была обучена как убийца и выросла рядом с Небулой, с которой ей часто приходилось сражаться в боях, в которых Гамора всегда побеждала.

### Стражи Галактики
Гамора планирует восстать против Таноса, когда он посылает её на помощь Ронану Обвинителю, фанатику Крии, который хочет уничтожить планету Ксандар. Она отправляется в Ксандар, чтобы забрать Камень Бесконечности, который был приобретён Питером Квиллом, чтобы продать его за достаточно количество денег, чтобы позволить себе безбедно прожить остаток своей жизни. Из-за вмешательства охотников за головами Ракеты и Грута она вместо этого захвачена правоохранительными органами Ксандара и отправлена в космическую тюрьму под названием Килн вместе с Квиллом, Ракетой и Грутом. Там ей угрожает Дракс Разрушитель, чья семья была убита Ронаном под командованием Таноса, но Дракс сохраняет ей жизнь, когда Квилл уверяет его, что её присутствие привлечет Ронана к ним. Затем Гамора присоединяется к Квиллу, Ракете, Груту и Драксу в побеге из тюрьмы. Группа формирует Стражей Галактики и отправляется на Забвение, где Гамора встречается с Коллекционером. После нападения Небулы, Гаморе и Стражам удаётся спасти Ксандар от Ронана. Из-за её героических поступков Гамора оправдана от своих предыдущих преступлений.
Несколько месяцев спустя Суверены нанимают Гамору и Стражей, чтобы они отбились от инопланетянина, атакующего их ценные батареи, в обмен на захваченную Небулу. После того, как они уходят, их преследует флот Суверенов после того, как Ракета раскрывает им, что он украл некоторые батареи. При аварийной посадке на планету они встречают отца Квилла, Эго. Гамора, Квилл и Дракс решают отправиться с Эго на его планету, в то время как Ракета, Грут и Небула остаются. На планете Эго они встречают помощника Эго, Мантис, и Гамора и Квилл начинают романтические отношения. Исследуя планету, Гамора подвергается нападению сбежавшей Небулы. После того, как Гамора спасает Небулу от её горящего космического корабля, две сестры примиряются. Они встречаются со Стражами и узнают об истинных злых планах Эго. Затем она и Небула помогают друг другу добраться до безопасного места, убегая с планеты, и, оказавшись в космосе, она и Небула прощаются после того, как Небула говорит ей, что она идёт за Таносом.

### Война бесконечности и смерть
Четыре года спустя Гамора и Стражи реагируют на сигнал бедствия в космосе и в конечном итоге спасают Тора с его разрушенного космического корабля, тем самым узнав о стремлении Таноса заполучить Камни Бесконечности. Гамора со слезами на глазах говорит Квиллу, что она знает что-то, чего не знает Танос, и просит его убить её, если понадобится. На Забвении Гамора, Квилл, Мантис и Дракс видят Таноса, и Гамора немедленно нападает на него, по-видимому, убивая его. Однако появляется Танос, показывая ей, что Забвение в огне и что у него уже есть Камень Реальности. После неудачной попытки Квилла убить её, Танос похищает её и забирает на свой космический корабль. Он показывает ей захваченную и замученную Небулу, чтобы эмоционально манипулировать Гаморой, заставляя её раскрыть местонахождение Камня Души. Танос и Гамора отправляются на планету Вормир, где их встречает Красный Череп, который говорит им, что для получения Камня Души нужно пожертвовать тем, что они любят. Танос признаёт, что он действительно любит Гамору как свою дочь, и со слезами на глазах бросает её со скалы навстречу смерти. Когда Танос позже использует завершённую Перчатку Бесконечности, он ненадолго воссоединяется с молодой Гаморой в Мире душ.

## Альтернативные версии

### Вариант из 2014 года
Альтернативная версия Гаморы появляется в фильмах «Мстители: Финал» (2019) и «Стражи Галактики. Часть 3» (2023).

#### Последствия операции «Хрононалёт»
В альтернативном 2014 году Гамора становится свидетелем того, как Танос захватывает Небулу из альтернативной временной линии и обнаруживает, что Таносу из альтернативной временной линии удалось собрать Перчатку Бесконечности и уничтожить половину жизни во вселенной, но выжившие Мстители готовятся отменить это. Затем Гамора вместе с Таносом и его армией, с помощью Небулы, переносится через Квантовый мир в основную линию времени. После того, как её убедила альтернативная версия Небулы, она присоединяется к битве. Во время этого она встречает Квилла, но, не зная, кто он, сбивает его с ног. После битвы она уходит, и её местонахождение неизвестно.

#### Противостояние Высшему Эволюционеру
Гамора вступает в ряды Опустошителей. Когда на Стражей Галактики нападает Адам Уорлок и серьёзно ранит Ракету, Стражи не могут его вылечить из-за чипа в его сердце, который реагирует на любой контакт. Небула выходит на Гамору и просит её о помощи. Та помогает им проникнуть на Оргосферу, штаб-квартиру компании Высшего Эволюционера «Оргокорп», чтобы найти код отмены. Питер пытается возобновить с Гаморой отношения, но та отвергает эти попытки, объясняя ему, что она не та Гамора, какую он знал. Поиски вскоре приводят Стражей на корабль Высшего Эволюционера, где им удаётся победить его. После победы Гамора начинает понимать Грута, у неё с Питером налаживаются отношения, но они всё равно расстаются, и Гамора возвращается к Опустошителям.

### Анимационный сериал «Что, если…?»
Гамора, озвученная Синтией Макуильямс, появилась в первом сезоне анимационного сериала Disney+ «Что, если…?» в виде нескольких альтернативных версий самой себя:

#### Завоевание Альтрона
В альтернативной линии времени Гамора и другие Стражи Галактики погибают, пытаясь защитить планету Суверен от Альтрона.

#### Военачальник Гамора
В альтернативной линии времени Гамора смогла убить Таноса и занять его положение военачальника, а также взяла его меч и доспехи. Она также подружилась с Тони Старком, который помог ей создать «Разрушитель Бесконечности», чтобы уничтожить Камни Бесконечности, превратив их в атомы. Во время путешествия на Нидавеллир со Старком, чтобы расплавить Перчатку Бесконечности, Наблюдатель нанимает Гамору, чтобы присоединиться к Стражам Мультивселенной и помочь остановить Альтрона от уничтожения Мультивселенной. Стражи разрабатывают план уничтожения Камней Бесконечности Альтрона с помощью «Разрушителя Бесконечности», однако обнаруживают, что устройство не работает за пределами родной реальности Гаморы. После того, как Альтрон в конечном счёте оказывается побеждён, Наблюдатель возвращает Гамору в её вселенную.

## Реакция
Салдана получила множество номинаций и наград за свою роль в КВМ.
| Премия                 | Год                                                 | Категория                       | Работа                          | Результат | Прим.  |
| ---------------------- | --------------------------------------------------- | ------------------------------- | ------------------------------- | --------- | ------ |
| Black Reel             | 2015                                                | Лучшая актриса второго плана    | «Стражи Галактики»              | Номинация | [ 27 ] |
| Выбор критиков         | 2015                                                | Лучшая актриса в экшн-фильме    | «Стражи Галактики»              | Номинация | [ 28 ] |
| MTV Movie Awards       | 2015                                                | Лучшее перевоплощение           | «Стражи Галактики»              | Номинация | [ 29 ] |
| People’s Choice Awards | 2015                                                | Лучшая актриса боевиков         | «Стражи Галактики»              | Номинация | [ 30 ] |
| Teen Choice Awards     |                                                     |                                 |                                 |           |        |
| 2017                   | Choice Movie: Актриса научно-фантастического фильма | «Стражи Галактики. Часть 2»     | Победа                          | [ 31 ]    |        |
| 2017                   | Choice Movie: Кинороман (вместе с Крисом Прэттом)   | «Стражи Галактики. Часть 2»     | Номинация                       | [ 31 ]    |        |
| 2018                   | Choice Movie: Поцелуй (вместе с Крисом Прэттом)     | «Мстители: Война бесконечности» | Номинация                       | [ 32 ]    |        |
| 2018                   | Choice Movie: Актриса экшна                         | «Мстители: Война бесконечности» | Номинация                       | [ 32 ]    |        |
| 2019                   | Choice Movie: Актриса экшна                         | «Мстители: Финал»               | Номинация                       | [ 33 ]    |        |
| Kids’ Choice Awards    | 2019                                                | Любимая актриса                 | «Мстители: Война бесконечности» | Номинация | [ 34 ] |

## Комментарии
1. ↑  В оригинальной временной линии